# Jeleń (powiat mrągowski)
Jeleń – osada w Polsce, w województwie warmińsko-mazurskim, w powiecie mrągowskim, w gminie Piecki. Wchodzi w skład sołectwa Piecki.
Do 2023 miejscowość była częścią wsi Piecki.
W latach 1975–1998 Jeleń administracyjnie należał do województwa olsztyńskiego.
Jeleń założony został w drugiej połowie XIX wieku. Nazwa miejscowości wzięła się od nazwiska dawnego właściciela, niejakiego Jelenia.